# Округ Џоунс (Тексас)
Округ Џоунс (енгл. Jones County) је округ у америчкој савезној држави Тексас. По попису из 2010. године број становника је 20.202.

## Демографија
Према попису становништва из 2010. у округу је живело 20.202 становника, што је 583 (2,8%) становника мање него 2000. године.
| Група             | 2000.          | 2010.          |
| Белци             | 13.752 (66,2%) | 12.549 (62,1%) |
| Афроамериканци    | 2.392 (11,5%)  | 2.344 (11,6%)  |
| Азијати           | 97 (0,5%)      | 79 (0,4%)      |
| Хиспаноамериканци | 4.346 (20,9%)  | 5.009 (24,8%)  |
| Укупно            | 20.785         | 20.202         |